# Lưỡi hái

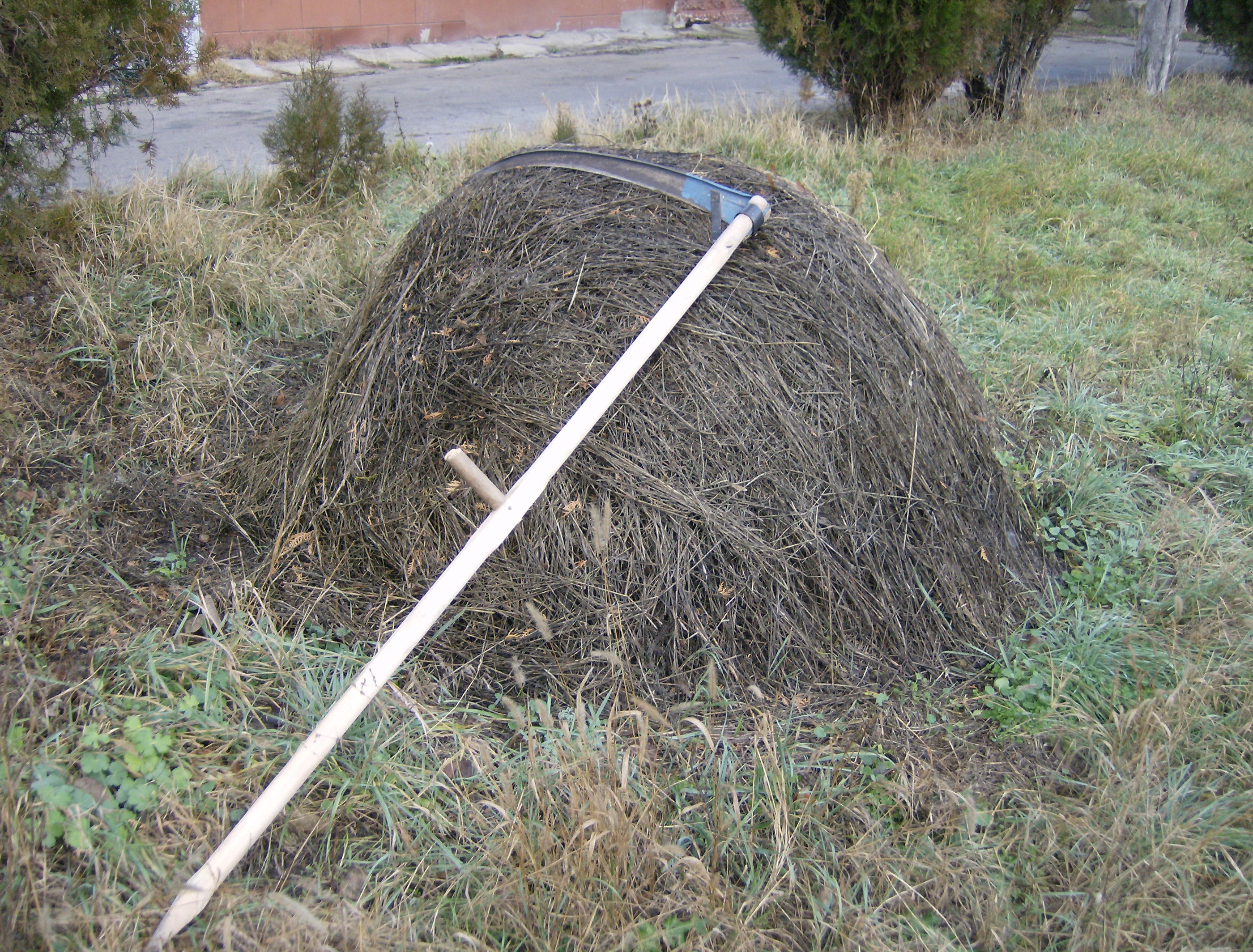
Một loại lưỡi hái

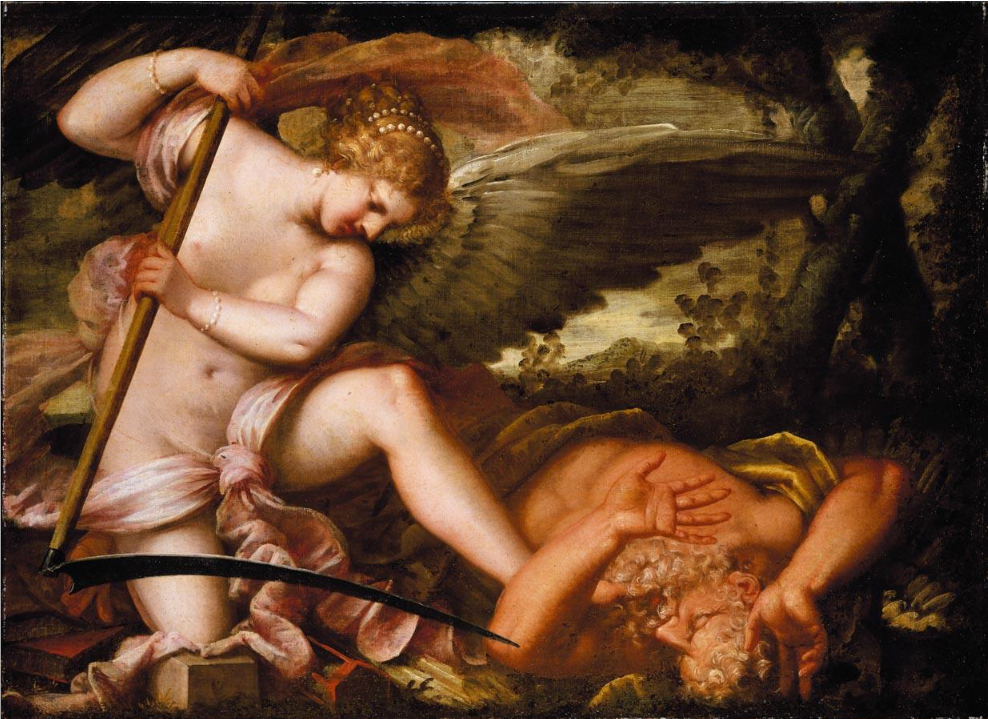
Họa phẩm châu Âu về cảnh lưỡi hái chết chóc

Lưỡi hái là 1 công cụ rất phổ biến được dùng trong nông nghiệp. Lưỡi hái thường làm bằng chất liệu như sắt và có chuôi cầm bằng gỗ. Lưỡi hái cũng có thể dùng như vũ khí. Theo quan niệm xưa, lưỡi hái Thần Chết dùng để gặt lấy linh hồn của người đã chết và đưa họ về địa ngục.
Từ "scythe" bắt nguồn từ tiếng Anh cổ siðe. Trong tiếng Anh trung cổ trở về sau, nó thường được đánh vần là sithe hoặc sythe. Tuy nhiên, vào thế kỷ 15, một số nhà văn bắt đầu sử dụng cách đánh vần sc- vì họ nghĩ (sai) từ này có liên quan đến từ scindere trong tiếng Latin (có nghĩa là "cắt"). Tuy nhiên, sithe cách viết vẫn tồn tại và xuất hiện đáng chú ý trong từ điển của Noah Webster.

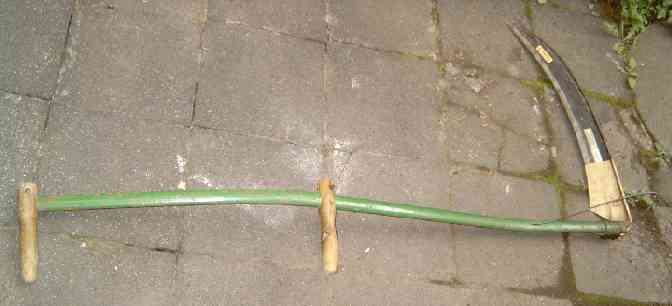
Một chiếc lưỡi hái hiện đại có hoa văn phổ biến ở các vùng của Châu Âu

Lưỡi hái là một công cụ cầm tay nông nghiệp để cắt cỏ hoặc thu hoạch cây trồng. Trong lịch sử, nó được sử dụng để cắt hoặc gặt hái các loại ngũ cốc ăn được, trước quá trình đập lúa. Lưỡi hái đã được thay thế phần lớn bằng máy kéo và sau đó là xe ngựa, nhưng vẫn được sử dụng ở một số khu vực ở châu Âu và châu Á. Máy doa là máy có cánh tự động hóa việc cắt lưỡi hái, và đôi khi là các bước tiếp theo trong việc chuẩn bị ngũ cốc hoặc rơm hoặc cỏ khô.
Một lưỡi hái bao gồm một trục dài khoảng 180 cm, theo truyền thống được làm bằng gỗ nhưng hiện nay đôi khi là kim loại. Các chốt đơn giản là thẳng với tay cầm bù đắp, một số khác có đường cong chữ "C" hoặc hơi uốn cong theo ba chiều để đặt tay cầm theo cấu hình công thái học nhưng gần với trục. Lưới hái có một hoặc hai tay cầm ngắn ở góc vuông với nó, thường là một tay cầm ở gần đầu trên và luôn có một tay cầm khác gần ở giữa. Tay cầm thường có thể điều chỉnh để phù hợp với người sử dụng. Một lưỡi thép cong, dài từ 60 đến 90 cm được gắn ở đầu chốt dưới ở góc 90 ° hoặc thấp hơn. Lưỡi hái hầu như luôn có phần lưỡi nhô ra từ phía bên trái của lưỡi hái khi sử dụng, cạnh hướng về phía máy cắt; Lưỡi hái thuận tay trái cũng được chế tạo nhưng không thể sử dụng cùng lúc với lưỡi hái thuận tay phải vì máy cắt cỏ thuận tay trái sẽ cắt theo hướng ngược lại.

## Sử dụng
Trong quá khứ, lưỡi hái thường được dùng trong việc cắt cỏ, phát cây rừng, tuy nhiên đã không còn phổ biến vì sự xuất hiện bởi các dụng cụ mới hiện đại, và tiện lợi hơn như máy cắt cỏ, cước cắt cỏ,..